# Марсан, Луи Камиль де Лоррен
Луи Камиль де Лоррен-Марсан (18 декабря 1725 — 12 апреля 1780) — французский дворянин и принц Лотарингии. Он был известен как принц де Марсан, последний граф де Марсан (1755—1780). Член рода Гизов, младшей ветви Лотарингского дома.

## Биография
Младший сын Шарля-Луи де Лоррена (1696—1755), графа де Марсана, и Елизаветы де Роклор (1696—1752). Его мать была дочерью маршала Франции Антуана Гастона де Роклора (1656—1738), герцога де Роклора, и Марии Луизы де Лаваль-Монморанси, и правнучкой знаменитого маршала Франции Антуана де Роклора (1544—1625).
С детства носил титул принца де Марсана, также был известен как принц де Пюигийем, но никогда не использовал этот титул.
Его старший брат Гастон де Лоррен (1721—1743), титулярный граф де Марсан, скончался от оспы в возрасте 21 года, не оставив детей.
В ноябре 1755 года после смерти своего отца Шарля-Луи де Лоррена Луи Камиль, носивший титул принца де Марсана, унаследовал титул графа де Марсана.
2 февраля 1756 года Луи Камиль де Лоррен был награждён Орденом Святого Духа. Его отец также был кавалером этого ордена.
6 июня 1758 года он получил чин генерал-лейтенанта французской армии.
С 1770 по 1780 год — губернатор Прованса.
С 1778 года — владелец «Отель де де Буажелен» в Париже. Hôtel de Boisgelin (известный под названием — Hôtel de La Rochefoucauld-Doudeauville) был в 1779 годупродан им Мари де Буажелен, канонессе из Ремирмона, которая позднее подарила его своему брату Жану-де-Дье-Раймону де Буажелену, архиепископу Экса.
Старшая сестра Луи Камиля Луиза Генриетта Габриэль де Лоррен стала женой Годфри де ла Тур-д’Овернь (1728—1792), герцога Буйонского (1771—1792). Его старший брат Гастон де Лоррен был женат на Марии Луизе де Роган, будущей воспитательнице королевских детей.
Луи Камиль де Лоррен скончался в Отеле де Буйон в Париже. Отель принадлежал его зятю герцогу Буйонскому.

## Брак
В 1759 году женился на Элен Жули Розалии Манчини (1740—1780), мадемуазели де Невер, дочери Луи Жюля Манчини-Мазарини (1716—1798), последнего герцога Неверского (1768—1789), и Элен Франсуазы Анжелики Филиппье де Поншартрен (1715—1781), дочери Жерома Филиппье де Поншартрена (1674—1747), графа де Поншартрена, и Элен Розалии Анжелике де Л’Обепин (1690—1770). Элен Жули Розалия Манчини была вдовой Луи Марии Фуке де Бель-Иль (1732—1758), графа де Жизора правнука Николая Фуке. Брак был бездетным.